# Жілінскайте Христина Казимирівна
Жілінскайте Христина Казимирівна (нар. 15 лютого 1958, с. Ілгакеміс Каунаський район, Литва) — художник декоративно-прикладного мистецтва, живописець. Член Національної спілки художників України з 1990 року.

## Біографія
Народилася 15 лютого 1958 року в с. Ілгакеміс Каунаського району Литви. 1976 року закінчила Каунаську середню школу мистецтв імені Ю. Науяліса, художнє відділення. Педагоги: О. Яблонскіс, А. Лукштас, Б. Клова. 1982 року закінчила Львівський державний інститут прикладного та декоративного мистецтва, відділення художнього скла. Педагоги: С. Л. Мартинюзк, В. Г. Рижанков, А. М. Соболєв.

## Творчість
З 1982 року — учасниця республіканських (в Литві та Україні), всесоюзних та міжнародних виставок. Працює в галузі станкового живопису, класичного вітража та художнього скла.
Учасниця більше 20 живописно-графічних пленерів у містах: Кам'янець-Подільському, Немирові, Хмільнику, с. Селище, с Грушівці, с. Степашках, Пущі-Водиці, Вінниці та в Криму.

### Персональні виставки
Персональні виставки:
- м. Вінниця — 1991 р., 1994 р., 1998 р., 2001 р., 2005 р., 2006 р.;
- м. Львів — 1992 р., 2000 р.;
- м. Тернопіль — 1992 р.

Твори зберігаються у музеях, громадських закладах, приватних колекціях України та закордоном.